# Max Andersson
Max Andersson (* 1962, Karesuando, Švédsko) je švédský komiksový kreslíř, malíř a scenárista. Vzdělání v oboru grafického designu získal ve Stockholmu , poté studoval filmovou produkci v New Yorku. Nejprve režíroval krátké filmy, později, na konci 80. let, začal s tvorbou komiksů.
V roce 1993 vytvořil jeden ze svých nejznámějších komiksů, Pixy, který následně sám přeložil a poslal do USA kvůli malému odbytu ve Švédsku. Pixy byl následně přeložen do osmi jazyků, přičemž v češtině byl vydán v roce 2001 vydavatelstvím Mot. V roce 1997 se oženil, opustil Stockholm a odstěhoval se spolu se ženou do Berlína, kde žije a tvoří dodnes.
V roce 1999 pobýval v Sarajevu během bombardování. I přesto, že jsou jeho komiksy „plné živých věcí, lidi se ho kupodivu ptají výhradně na ty mrtvé.“ Je rád, že jeho dílo vyšlo v Česku, zemi Franze Kafky, jehož dílo bylo pro Anderssona jedním z prvních literární vlivů. Jeho jedno z posledních děl je Bosenský plackopes, na kterém spolupracoval s Larsem Sjunnessonem. Toto dílo reflektuje události z roku 1999 v Sarajevu.
Inspiraci bere ze svého života, v poslední době také ze snů. Oblíbení komiksoví autoři Maxe Anderssona jsou Chris Ware, Daniel Clowes nebo Julie Doucetová. A filmoví režiséři, které má rád, jsou Rainer Werner Fassbinder, David Lynch, Lars von Trier, Kaurismäki, Pedro Almodóvar nebo Jan Švankmajer.

## Dílo v češtině
- Pixy (Mot, 2001)
- Kontejner (2003) – souborné dílo 21 kratších komiksů
- Bosenský plackopes (2009)
- Vykopávka (2016)